# Boîte TATA
Pour les articles homonymes, voir Boîte.
La boîte TATA (TATA box ou Goldberg-Hogness box en anglais) est une séquence d'ADN (un élément cis-régulateur) présente au niveau de la séquence promotrice d'une partie des gènes des eucaryotes ,,,. Cette séquence d'ADN codée TATA se situe à environ 25 nucléotides en amont du premier nucléotide transcrit (N+1). Cette séquence sert en partie de lieu de reconnaissance à l'ARN polymérase chez les eucaryotes.
Chez les procaryotes, il existe aussi un autre ensemble de séquence jouant un rôle similaire. Il est composé d'une séquence situé à 35 nucléotides en amont du premier transcrit : on l'appelle « -35 box ». Et d'une séquence située en -10 appelée « -10 box » ou boîte de Pribnow. La boîte TATAAT (-10) commence donc 10 nucléotides avant le premier transcrit.
Localisation de la boîte de Pribnow et de la « -35 box » sur un promoteur procaryote :
```
   
<--
 amont                                                aval 
-->

5'-XXXXXXXPPPPPXXXXXXPPPPPPXXXXGGGGGGGGGGGGGGGGGGGGGGGGGGGGGGGGGGGGGGGGGGGGGGGGGGGGGXXXX-3'
           -35       -10       +1           
gène
 d'intérêt
          TTGACA     TATAAT
```

Localisation de la boîte TATA chez les eucaryotes :
```
5'-XXXXXXXXXXXXXXXXXXXXXPPPPXXXXXXXXXXXXXXXXXXXXXXXXXXGGGGGGGGGGGGGGGGGGGGGGGGGGGGGGGGGG-3'
                        -30                                    gène d'intérêt
                      TATA box
```